# مشكلة
المشكلة اصطلاحا: بصفة عامة هي كل موقف غير معهود لا يكفي لحلهِ الخبرات السابقة والسلوك المألوف، والمشكلة هي عائق في سبيل هدف منشود، ويشعر الفرد ازاؤها بالحيرة والتردد والضيق مما يدفعهُ للبحث عن حل للتخلص من هذا الضيق وبلوغ الهدف المنشود، والمشكلة شيء نسبي فما يعده الطفل الصغير مشكلة قد لا يكون مشكلة عند البالغ الكبير.

## المعنى اللغوي
شَكَلَ الأمر يشكُل شَكلاً، أي: التبس الأمر، والعامة تقول شَكَل فلان المسألة أي علّقها بما يمنع نفوذها. وعند التهانوي: «المشكل اسم فاعل من الإشكال وهو الداخل في أشكاله وأمثاله، وعند الأصوليين اسم للفظ يشتبه المراد منه بدخوله في أشكاله على وجه لا يعرف المراد منه إلاّ بدليل يتميز به من بين سائر الأشكال والمشكل ملا ينال المراد منه إلا بالتأمل بعد الطلب» ، كما أننا نجد عند الجرجاني، بالإضافة إلى المعنى المذكور عند التهانوي حول المشكل، نجد مفهوم المسائل، وهي عنده: «المطالب التي يبرهن عليها في العلم ويكون الغرض من ذلك معرفتها».
أما المشكلة كما نجدها في المعاجم الفلسفية فهي: «المعضلة النظرية أو العملية التي لا يتوصل فيها إلى حل يقيني.» ، والمعضلة (بالإنجليزية: Dilemma) تعني حالة لا نستطيع فيها تقديم شيء، وهي تفيد معنى التأرجح بين موقفين بحيث يصعب ترجيح أحدهما على الآخر. والمشكلة تختلف عن المسألة في كون الأولى نتيجة عملية تجريد من شأنها أن تجعل «المسالة» موضوع بحث ومناقشة، وتستدعي الفصل فيها. وقد أكد أرسطو هذه التفرقة في كتاب «الطوبيقا» (المقالة الأولى) حين وضع «المشكلة الجدلية» في مقابل «القول الديالكتيكي»، فقال إن المشكلة الجدلية: «هي مسألة موضوعة للبحث، تتعلق إما بالفعل أو بالترك، أو تتعلق فقط بمعرفة الحقيقة إما لذاتها أو من أجل تأييد قول آخر من نفس النوع، لا يوجد رأي معين حوله، أو حوله خلاف بين العلة والخاصة، أو بين كل واحد من هذين فيما بين بعضهم وبعض» ، ويذكر الدكتور عبد الرحمن بدوي بأن المنطق التقليدي (الأرسطي) لم يعالج موضوع «المشكلة» إلا نادرا، وذلك يرجع إلى كون المشكلة بوصفها من موضوعات ” الطوبيقا “ (الجدل) تنتسب إلى منطق الاحتمال لا إلى منطق اليقين، فهي تدخل في موضوع إفحام الخصم، وبالتالي فهي أقرب إلى الخطابة منها إلى المنطق.
تختلف المشكلة كذلك عن الإشكالية (بالإنجليزية: Problematic) ، حيث أن الإشكالية تعني الاحتمال والحكم الاحتمالي يدرس في موضوع أحكام الموجهات (بالإنجليزية: Judgements of modality) وهي أحكام تتميز بأنها تكون مصحوبة بالشعور بمجرد إمكان الحكم، بينما الحكم التقريري يكون مصحوبا بالشعور بواقعة الحكم. والإشكال عند إيمانويل كانت مرادف للإمكان، وهي مقولة من مقولات الجهة، ويقابله الوجود والضرورة، والأحكام الإشكالية عنده هي الأحكام التي يكون الإيجاب أو السلب فيها ممكناً لا غير، وتصديق العقل بها يكون مبنياً على التحكم، أي مقرراً دون دليل. وهي مقابلة للأحكام الخبرية.
ويذكر أندريه لالاند في موسوعته الفلسفية بأن الإشكالية (بالفرنسية: problematique) (ويترجمها مترجم الكتاب بـ: مسألية) هي: «سمة حكم أو قضية قد تكون صحيحة (ربما تكون حقيقية) لكن الذي يتحدث لا يؤكدها صراحة».

## أنواع المشاكل
وللمشكلة أنواع كثيرة فقد تكون رياضية أو اجتماعية أو فلسفية أو علمية أو نفسية إلخ.
لحل المشكلة.. هنالك العديد من الطرق المتبعة والأساليب التي تسمى «أساليب حل المشكلات»

### الأسلوب الخماسي لحل المشكلات
هو أسلوب علمي متبـع يقتضي بالقيام بخمسة خطوات لحل المشكلة كالآتى:
1. تحديد المشكلة وتجميع معلومات عنها: وهو تحديد وتحجيم المشكلة من كافة الجوانب وتجميـع معلومات كافية عن هذه المشكلة.
2. التفكير في عدة حلول: وهو أن نفكر في عدد من الحلول المنطقية أو غير المنطقية.
3. اختيار أحد هذه الحلول: تتم هذه الخطوة عن طريق التفكير وترشيح أحد أفضل الحلول المطروحة من قبل.
4. تجريب الحل: وهي أهم مرحلة لأنه يترتب عليها معرفة ما إذا كانت المشكلة قد انتهت أم لا.
5. النتيجة: وهنا يتضح نتيجة هذا الحل.. وهل انتهت المشكلة أم لا.

## اقرأ أيضاً
- مشكلة فلسفية
- مسألة رياضية